# Парадокс три затвореника
Парадокс три затвореника се појавио у Мартин Гарднеровој колумни "Математичке игре" у часопису Сајентифик Американ 1959. Он је математички еквивалентан Монтихоловом парадоксу са аутом и козама замењеним слободом и извршењем, односно, као и еквивалентно са, и вероватно засновано на, парадоксу Бертрандове кутије.

## Проблем
Три затвореника, A, Б и C, се налазе у различитим ћелијама и осуђени су на смрт. Управник је насумично одабрао једног од њих да буде поштеђен. Управник зна који од њих је поштеђен, али му није дозвољено да каже. Затвореник А преклиње управника да му каже ко од њих ће бити ослобођен.  Ако је поштеђен затвореник Б, реците ми име затвореника C. Ако је затвореник C поштеђен, реците ми име затвореника Б. А ако сам ја поштеђен, баците новчић и одлучите да ли ћете ми рећи име затвореника Б или C..
Управник каже затворенику А да ће затвореник Б бити погубљен. Затвореник А је задовољан јер верује да су шансе да је он поштеђен подигнуте са 1/3 на 1/2, и да је сада између њега и затвореника C. Затвореник А тајно прича затворенику C новости, који је такође задовољан, зато што он мисли да затвореник А још увек има 1/3 шансе да буде ослобођен, али да су његове шансе отишле на 2/3. Који је тачан одговор?

## Решење
Одговор је да затвореник А није добио информације о својој судбини. Затвореник А, на основу онога што је чуо од управника, процењује да су његове шансе да буде поштеђен 1/3, као заједно Б и C. Како је управник рекао да ће затвореник Б бити погубљен, то значи да ће затвореник C бити поштеђен (1/3 вероватноћа), или ће затвореник А бити поштеђен (1/3 вероватноћа) и новчић Б/Ц који је управник бацио је показао Б (1/2 шанса, 1/6 вероватноће да је Б именован јер ће А бити ослобођен). Стога, након сазнања да ће Б бити погубљен, процена шансе А затвореника да ће бити ослобођен је упола мања од затвореника C. То значи да су његове шансе да буде ослобођен, не знајући да Б није, поново 1/3, али C има 2/3 шансе да буде ослобођен.

### Табела
Објашњење овог члана може се сажети у следећој табели. Како је А питао управника, он само може да одговори да ће Б или C бити погубљени.
| биће ослобођен | управник: "не Б" | управник: "не C" | вероватноћа |
| A              | 1/6              | 1/6              | 1/3         |
| Б              | 0                | 1/3              | 1/3         |
| В              | 1/3              | 0                | 1/3         |
Како је управник одговорио да Б неће бити поштеђен, решење долази из друге колоне. Чини се да су шансе да А буде поштеђен 1: 2.

### Математичка формулација
Означимо {\displaystyle A}, {\displaystyle B} и {\displaystyle C} догађајима који одговарају затворенику који ће бити помилован, и б као догађај где управник помиње да затвореник Б неће бити помилован, онда, користећи Бајесову формулу, последња вероватноћа да ће А бити помилован је:
{\displaystyle P(A|b)={\frac {P(b|A)P(A)}{P(b|A)P(A)+P(b|B)P(B)+P(b|C)P(C)}}=}
{\displaystyle ={\frac {{\tfrac {1}{2}}\times {\tfrac {1}{3}}}{{\tfrac {1}{2}}\times {\tfrac {1}{3}}+0\times {\tfrac {1}{3}}+1\times {\tfrac {1}{3}}}}={\tfrac {1}{3}}.}

## Интуитивно објашњење
Затвореник А има само 1/3 шансе за помиловање. Знање да ће "Б" или "В" бити погубљени не мења његову шансу. Након што чује да ће Б бити погубљен, затвореник А схвата да ако он неће добити помиловање, мора га добити затвореник C. То значи да постоји шанса 2/3 за затвореника C да добије помиловање. Ово је идентично Монтихоловом парадоксу.

### Број могућих случајева
Могу настати следеће ситуације:
1. A је помилован и управник каже да ће Б бити погубљен: 1/3×1/2=1/6 случаја
2. A је помилован и управник каже да ће C бити погубљен: 1/3×1/2=1/6 случаја
3. B је помилован и управник каже да ће C бити погубљен: 1/3 случаја
4. C је помилован и управник каже да ће Б бити погубљен: 1/3 случаја

Уз услов да ће управник изабрати насумице, за 1/3 времена да А треба да се помилује, постоји шанса 1/2 да ће он рећи Б и 1/2 шанса да ће рећи C. Генерално, то значи да , 1/6 времена (1/3 [да је А помилован] * 1/2 [да управник каже Б]), управник ће рећи Б зато што ће А бити помилован, а 1/6 времена (1/3 [да А је помилован] * 1/2 [да управник каже C]) он ће рећи C зато што је А помилован. Ово додаје до укупно 1/3 времена (1/6 + 1/6) да је А помилован што је тачно.
Сада је јасно да ако је управник одговарио Б на питање затвореника А, случајеви 1 и 4, који се дешавају 1/2 времена, 1/3 времена C је помилован и А ће и даље бити погубљен (случај 4), и само 1/6 времена А ће бити помилован (Случај 1). Отуда шансе за C су (1/3) / (1/2) = 2/3 и за А су (1/6) / (1/2) = 1/3.
Кључ за овај проблем је да управник не може открити име затвореника који ће бити помилован. Ако уклонити овај захтев, он може да покаже оригинални проблем на други начин. Једина промена у овом примеру је да затвореник А тражи од управника да открије судбину једног од других затвореника (не прецизирајући оног који ће бити погубљен). У том случају, управник баца новчић и бира једног од Б и C да открије њихову судбину. Случајеви су следећи:
1. A помилован, управник каже: B погубљен (1/6)
2. A помилован, управник каже: C погубљен (1/6)
3. B помилован, управник каже: B помилован (1/6)
4. B помилован, управник каже: C погубљен (1/6)
5. C помилован, управник каже: B погубљен (1/6)
6. C помилован, управник каже: C помилован (1/6)

Сваки сценарио има вероватноћу 1/6. Оригинални парадкс три затвореника може се видети у овом светлу: Управник у том проблему још увек има ових шест случајева, сваки са 1/6 вероватноће дешавања. Међутим, управник у том случају не може открити судбину помилованог затвореника. Дакле, у 1/6 времена да се случај 3 деси, јер говорећи да Б није опција, управник уместо каже C  (што га чини истим као случај 4). Слично томе, у случају 6, управник мора рећи Б уместо C (исто као и случају 5). То оставља случајеве 4 и 5 са 1/3 вероватноћом дешавања и оставља нас са истом вероватноћом као горе.

## Због чега парадокс?
Тенденција људи да пруже одговор 1/2 занемарује се узимањем у обзир да је управник можда бацио новчић пре него што је дао свој одговор. Управник је можда одговорио {\displaystyle B} зато што ће {\displaystyle A} бити поштеђен и он је бацио новчић. Или, {\displaystyle C} ће бити поштеђен. Вероватноћа ова два догађаја није једнака.
Јудеја Перл (1988) је користио варијанту ових примера да покаже да допуне веровања морају да зависе не само на уоченим чињеницама, већ и на експерименту (тј. упиту) који је довео до тих чињеница.

## Повезани проблеми и апликације
- Парадокс Бертрандове кутије (познат и као парадокс три карте)
- Парадокс дечака и девојчице
- Монтихолов парадокс
- Принцип рестриктивног избора, апликација у игри картама мост
- Затвореникова дилема, проблем теорије игара
- Парадокс успаване лепотице
- Парадокс две коверте